# Колеред
Колеред (на шведски: Kållered) е град в югозападната част на Швеция, лен Вестра Йоталанд, община Мьолндал. Намира се на около 400 km на югозапад от столицата Стокхолм и на около 12 km на югоизток от центъра на лена Гьотеборг. Има жп гара. Населението на града е 7456 жители според данни от преброяването през 2010 г.